# Wilhelm Lexis

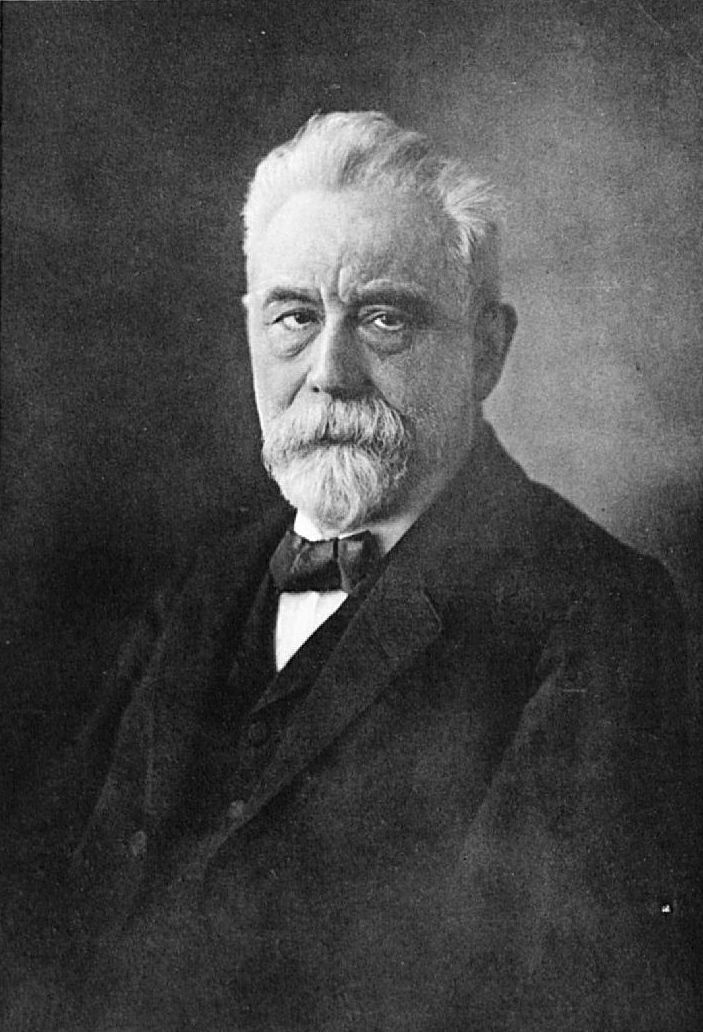
Wilhelm Lexis

Wilhelm Lexis (ur. 1837, zm. 1914) – niemiecki statystyk i ekonomista. Twórca siatki demograficznej (zwanej też siatką Lexisa lub diagramem Lexisa), czyli stosowanego w demografii narzędzia służącego do analizy losów wybranej zbiorowości ludzi.